# اریک کاریرا
اریک ام. کاریرا (به انگلیسی: Erick M. Carreira) یک شیمی‌دان آلی آمریکایی-کوبایی و استاد مؤسسه فناوری فدرال زوریخ است. او به دلیل تحقیقاتش در زمینه سنتز جامع، به ویژه سنتز نامتقارن محصولات طبیعی پیچیده شناخته شده‌است. او در سال ۲۰۲۱ سردبیر مجله انجمن شیمی آمریکا شد.